# Palena (tỉnh)
Tỉnh Palena là một tỉnh ở vùng Los Lagos, Chile. Thủ phủ tỉnh này là thị xã Chaitén. Tỉnh này có diện tích 15.301,9 ki-lô-mét vuông, dân số theo điều tra năm 2002 là 18.971 người. Tỉnh này được chia thành 4 đô thị. Do vị trí nằm trước đảo Chiloé nên đôi khi tỉnh này được gọi là Continental Chiloé (Chiloé Continental).